# Raúl Alcaina
Raúl Toni Alcaina Fenollosa (Museros, Valencia, 19 de julio de 2000), más conocido como Raúl Alcaina, es un futbolista español que juega como delantero en el Real Murcia C. F. de la Primera División RFEF, cedido por el RC Deportivo La Coruña.

## Trayectoria
Nacido en Museros, Valencia, Alcaina se formó en la cantera del Torre Levante hasta que en 2019 ingresó en el Levante UD para jugar en categoría juvenil.
En la temporada 2018-19, forma parte del Atlético Levante Unión Deportiva de la Segunda División B de España, con quien debutó en la categoría de bronce del fútbol español disputando 6 partidos de liga. 
El 30 de agosto de 2019, firma en calidad de cedido por el CD Castellón de la Segunda División B de España, con el que lograría el ascenso a la Segunda División de España tras el parón de liga por el covid, disputando 20 partidos y anotando un gol.
En las siguientes dos temporadas, formaría parte del Atlético Levante Unión Deportiva. En la temporada 2020-21, disputa 23 partidos en los que anota 5 goles en la Segunda División B de España y en la temporada 2021-22 juega 28 partidos en los que marca 6 goles en la Segunda Federación.
El 9 de julio de 2022, firma por el CD Alcoyano de la Primera División RFEF.
El 30 de enero de 2024, firma por el RC Deportivo La Coruña de la Primera División RFEF hasta junio de 2026. Con el conjunto gallego lograría el ascenso a la Segunda División de España.
El 30 de agosto de 2024, firma por el Real Murcia C. F. de la Primera División RFEF, cedido por el RC Deportivo La Coruña.

## Clubes
| Club                             | País   | Periodo   | Partidos (goles) |
| -------------------------------- | ------ | --------- | ---------------- |
| Atlético Levante Unión Deportiva | España | 2018-2022 | 57 (11)          |
| CD Castellón (cedido)            | España | 2019-2020 | 20 (1)           |
| CD Alcoyano                      | España | 2022-2023 | 52 (11)          |
| Deportivo de La Coruña           | España | 2023-     | 13 (3)           |
| Real Murcia CF (cedido)          | España | 2024-2025 |                  |